# 菅原禄弥
菅原 禄弥（すがわら としみ、1980年8月21日 - ）は日本の女性ファッションモデル、女優。千葉県出身。ぱれっと（2012年まで）所属。
趣味はスノーボード、ビリヤード。現在自主廃業した ぱれっと には所属しておらず、ブログの更新は2012年の最後に更新を停止している。

## 出演

### テレビドラマ
- 国産ひな娘（1999年、テレビ東京）
- 危険な関係（1999年、フジテレビ） - 藤城夏恵 役
- 太陽は沈まない（2000年、フジテレビ） - 菊井繭 役
- カバチタレ! 第6話・第7話（2001年、フジテレビ） - いずみ 役
- 私を旅館に連れてって（2001年、フジテレビ） - 吉本絵美 役
- ルージュ（2001年、総合テレビ） - 北原佑 役
- 恋ノチカラ（2002年、フジテレビ） - 長谷川郁子 役
- 科捜研の女 第4シリーズ FILE.1 「東京〜京都500キロ 深夜高速バス、殺意の瞬間!」（2002年、テレビ朝日） - 水野桂子 役
- あした天気になあれ。（2003年、日本テレビ） - 橋本美和 役
- メモリー・オブ・ラブ（2004年、毎日放送） - 伊原華菜 役
- 新宿スワン 第3話・第4話（2007年、テレビ朝日） - カエデ 役
- ママはニューハーフ（2009年、テレビ東京） - 酒井悦子 役
- 新・警視庁捜査一課9係 第4話 「殺人スクープ」（2009年、テレビ朝日） - 宇佐美ゆき 役
- ジョーカー 許されざる捜査官 第5話 「金の亡者…女弁護士の非情」（2010年、フジテレビ） - 柿原沙世 役
- 土曜ワイド劇場 警視庁・捜査一課長〜ヒラから成り上がった最強の刑事!3（2014年、テレビ朝日） - 遠藤桃花 役

### バラエティ
- アイドルハイスクール 芸能女学館（1998年4月 - 1999年3月、フジテレビ）

### CM
- ホーユー、「Beauteen」 ミルクティー色篇（2001年3月 - ）
- 花王、「ビオレ」 ビオレしっかりアイメイク落とし（2002年2月15日 - ）
- アサヒ飲料、WONDAモーニングショット（2003年10月 - ）

## 出版物

### 写真集
- HOT ZONE（2003年4月、彩文館出版、撮影：木村晴）ISBN 978-4775600078

### DVD
- HOT ZONE (2003年8月、TDKコア)
- INSPIRE (2004年12月、イーネットフロンティア)
- POTENTIAL (2005年8月、イーネットフロンティア)
- Seven Colors ～Noble Red (2007年8月、ベガファクトリー)

### 雑誌
- Cawaii!（1999年 - 2001年、主婦の友社）
- Ray
- S Cawaii!